# بسکین (لوئیزیانا)
بسکین (به انگلیسی: Baskin) شهری در ایالت لوئیزیانا کشور ایالات متحده آمریکا است که جمعیت آن در سرشماری سال ۲۰۱۰ میلادی، ۲۵۴ نفر بوده‌است.